# Reklama prasowa

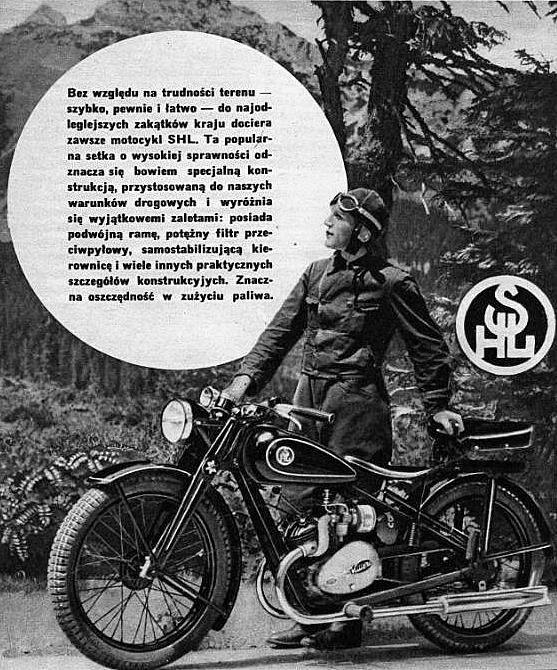
Reklama prasowa

Reklama prasowa – forma reklamy, dla której środkiem przekazu jest szeroko rozumiana prasa. Do środków przekazu reklamy prasowej zalicza się zarówno „prasę” w tradycyjnym pojęciu, czyli słowo (bądź obraz) pisane i publikowane na papierze (charakteryzujący się statyczną formą przekazu), jak i jej multimedialny odpowiednik występujący w e-gazetach lub e-wydaniach, który obok obrazu statycznego może wykorzystywać również formy ruchome (krótkie filmy, animację), dźwiękowe i interaktywne (quizy, rebusy) angażujące adresata reklamy. Również w postaci tradycyjnej obok wizualnego środka przekazu można znaleźć środki angażujące inne zmysły np.: reklamę zapachową, bądź załączane darmowe próbki produktów (kremy, szampony, przyprawy kulinarne i inne), co wyróżnia ten rodzaj reklamy, dając reklamodawcy możliwość zaprezentowania oferowanego produktu potencjalnym klientom.
Reklama prasowa jest jednym z najlepszych sposobów komunikowania się przedsiębiorstwa z rynkiem. Prasa codzienna jest bardzo dobrym medium dla utrzymania świadomości istnienia produktu na rynku. Do środków przekazu informacji można zaliczyć zarówno gazety (prasę codzienną) jak i czasopisma, magazyny. Reklama prasowa jest niezwykle rozwiniętą formą reklamy o bardzo długich tradycjach. Na jej popularność niewątpliwie wpływa przeświadczenie, że słowo pisane jest bardziej wiarygodne i wzbudza mniej wątpliwości. Za pośrednictwem prasy można docierać do konkretnej grupy odbiorców i przekazywać bardziej szczegółowe informacje o produkcie niż w innych formach reklamy.
Ogłoszenia reklamowe mogą być zamieszczane zarówno w prasie o charakterze ogólnym, jak i specjalistycznym. Zaletą reklamy prasowej jest przede wszystkim duża częstotliwość informacji oraz możliwość przekazu precyzyjnej i szerokiej informacji reklamowej. Główną wadą reklamy prasowej jest krótki cykl życia mediów prasowych. Z reguły gazetę wyrzuca się zwykle zaraz po przeczytaniu.
Istotnym czynnikiem dla skutecznego oddziaływania reklamy na określone grupy potencjalnych nabywców jest podział prasy na prasę regionalną i prasę o zasięgu ogólnym. Prasa regionalna ma określone grono czytelników i reklamy w niej zamieszczone powinny być skierowane do tego konkretnego segmentu.
O skuteczności reklamy prasowej decyduje przede wszystkim nakład czasopisma oraz częstotliwość jego ukazywania.